# Erlenbach zwischen Neu-Anspach und Nieder-Erlenbach
Erlenbach zwischen Neu-Anspach und Nieder-Erlenbach este o arie protejată (arie specială de conservare — SAC, sit de importanță comunitară — SCI) din Germania întinsă pe o suprafață de 62,33 ha, integral pe uscat.

## Localizare
Centrul sitului Erlenbach zwischen Neu-Anspach und Nieder-Erlenbach este situat la coordonatele 50°16′51″N 8°36′18″E / 50.2808°N 8.605°E.

## Înființare
Situl Erlenbach zwischen Neu-Anspach und Nieder-Erlenbach a fost declarat sit de importanță comunitară în noiembrie 2004 pentru a proteja 1 specie de animale. Situl a fost protejat și ca arie specială de conservare în martie 2008.

## Biodiversitate
Situată în ecoregiunea continentală, aria protejată conține 1 habitat natural: Păduri aluvionare cu Alnus glutinosa și Fraxinus excelsior (Alno-Padion, Alnion incanae, Salicion albae).
La baza desemnării sitului se află o specie protejată de  pești: boarță (Rhodeus amarus).